# 姚夫人
姚夫人（?—?），北周追尊文帝宇文泰的妃嫔，明帝宇文毓的母亲。
姚氏是宇文泰青年时代的侍妾，生了庶长子宇文毓。宇文泰死后，他的嫡子宇文觉取代西魏建立北周，但后来被宇文护废黜杀害。宇文护立宇文毓为天王，后为皇帝，政权实际上被宇文护控制。不久宇文毓也被杀害，姚夫人始终未得尊皇后、太后之位。